# Austrolimnophila aspidophora
Austrolimnophila aspidophora är en tvåvingeart som beskrevs av Alexander 1955. Austrolimnophila aspidophora ingår i släktet Austrolimnophila och familjen småharkrankar.
Artens utbredningsområde är Madagaskar. Inga underarter finns listade i Catalogue of Life.